# Gare de Hoffen
Gare de Hoffen vasútállomás Franciaországban, Hoffen településen.

## Vasútvonalak
Az állomást az alábbi vasútvonalak érintik:
- Vendenheim–Wissembourg-vasútvonal

## Kapcsolódó állomások
A vasútállomáshoz az alábbi állomások vannak a legközelebb:
- Gare de Hunspach
- Gare de Soultz-sous-Forêts